# Rutilia inusta
Rutilia inusta är en tvåvingeart som först beskrevs av Christian Rudolph Wilhelm Wiedemann 1830.  Rutilia inusta ingår i släktet Rutilia och familjen parasitflugor. Inga underarter finns listade i Catalogue of Life.